# Чемпионат Европы по лёгкой атлетике 2002
18-й чемпионат Европы по лёгкой атлетике проводился с 6 по 11 августа 2002 года на Олимпийском стадионе в городе Мюнхен (Германия).

## Общий зачёт
(Выделена принимающая страна)
| Общее количество медалей | Общее количество медалей | Общее количество медалей | Общее количество медалей | Общее количество медалей | Общее количество медалей |
| Место                    | Страна                   | Золото                   | Серебро                  | Бронза                   | Всего                    |
| ------------------------ | ------------------------ | ------------------------ | ------------------------ | ------------------------ | ------------------------ |
| 1                        | Россия                   | 7                        | 9                        | 8                        | 24                       |
| 2                        | Испания                  | 6                        | 3                        | 6                        | 15                       |
| 3                        | Великобритания           | 5                        | 2                        | 5                        | 12                       |
| 4                        | Франция                  | 4                        | 1                        | 2                        | 7                        |
| 5                        | Греция                   | 4                        | 0                        | 2                        | 6                        |
| 6                        | Украина                  | 3                        | 3                        | 1                        | 7                        |
| 7                        | Швеция                   | 3                        | 1                        | 1                        | 5                        |
| 8                        | Германия                 | 2                        | 9                        | 8                        | 19                       |
| 9                        | Венгрия                  | 2                        | 0                        | 2                        | 4                        |
| 10                       | Польша                   | 1                        | 2                        | 4                        | 7                        |
| 11                       | Финляндия                | 1                        | 1                        | 1                        | 3                        |
| 11                       | Португалия               | 1                        | 1                        | 1                        | 3                        |
| 13                       | Чехия                    | 1                        | 1                        | 0                        | 2                        |
| 13                       | Дания                    | 1                        | 1                        | 0                        | 2                        |
| 13                       | Румыния                  | 1                        | 1                        | 0                        | 2                        |
| 16                       | Италия                   | 1                        | 0                        | 3                        | 4                        |
| 17                       | Израиль                  | 1                        | 0                        | 0                        | 1                        |
| 17                       | Словения                 | 1                        | 0                        | 0                        | 1                        |
| 17                       | Турция                   | 1                        | 0                        | 0                        | 1                        |
| 20                       | Бельгия                  | 0                        | 2                        | 0                        | 2                        |
| 20                       | Ирландия                 | 0                        | 2                        | 0                        | 2                        |
| 20                       | Эстония                  | 0                        | 2                        | 0                        | 2                        |
| 23                       | Латвия                   | 0                        | 1                        | 0                        | 1                        |
| 23                       | Литва                    | 0                        | 1                        | 0                        | 1                        |
| 23                       | Голландия                | 0                        | 1                        | 0                        | 1                        |
| 23                       | Хорватия                 | 0                        | 1                        | 0                        | 1                        |
| 23                       | Швейцария                | 0                        | 1                        | 0                        | 1                        |
| 29                       | Белоруссия               | 0                        | 0                        | 1                        | 1                        |
| 29                       | Болгария                 | 0                        | 0                        | 1                        | 1                        |
| 29                       | Всего                    | 46                       | 46                       | 46                       | 138                      |

### Медалисты

#### Мужчины
| Дисциплина             | Золото                                                                                        | Серебро                                                                               | Бронза                                                                              |
| 100 м                  | Фрэнсис Обиквелу — 10,06 сек Португалия                                                       | Даррен Кэмпбелл — 10,15 сек Великобритания                                            | Роланд Немет — 10,27 сек Венгрия                                                    |
| 200 м                  | Константинос Кентерис — 19,85 сек Греция                                                      | Фрэнсис Обиквелу — 20,21 Португалия                                                   | Марлон Девониш — 20,24 сек Великобритания                                           |
| 400 м                  | Инго Шульц — 45,14 сек Германия                                                               | Давид Каналь — 45,24 сек Испания                                                      | Дэниел Кейнс — 45,28 сек Великобритания                                             |
| 800 м                  | Уилсон Кипкетер — 1.47,25 Дания                                                               | Андре Бюше — 1.47,43 Швейцария                                                        | Нильс Шуман — 1.47,60 Германия                                                      |
| 1500 м                 | Мехди Баала — 3.42,74 Франция                                                                 | Рейес Эстевес — 3.43,52 Испания                                                       | Руи Силва — 3.43,54 Португалия                                                      |
| 5000 м                 | Альберто Гарсия — 13.38,18 Испания                                                            | Исмаил Сгюр — 13.39,81 Франция                                                        | Сергей Лебедь — 13.40,00 Украина                                                    |
| 10000 м                | Хосе Мануэль Мартинес — 27.47,65 Испания                                                      | Дитер Бауманн — 27.47,87 Германия                                                     | Хосе Риос — 27.48,29 Испания                                                        |
| Марафон                | Янне Хольмен — 2: 12:14 Финляндия                                                             | Павел Лоскутов — 2: 13:18 Эстония                                                     | Хулио Рей — 2: 13:21 Испания                                                        |
| 110 м с барьерами      | Колин Джексон — 13.11 Великобритания                                                          | Станислав Олияр — 13.22 Латвия                                                        | Артур Кохутек — 13.32 Польша                                                        |
| 400 м с барьерами      | Стефан Дьягана — 47.58 Франция                                                                | Жири Музик — 48.43 Чехия                                                              | Павел Янужевски — 48.46 Польша                                                      |
| 3000 м с препятствиями | Антонио Давид Хименес — 8:24.34 Испания                                                       | Симон Вромен — 8:24.45 Нидерланды                                                     | Луис Мигель Мартин — 8:24.72 Испания                                                |
| Ходьба на 20 км        | Франсиско Хавьер Фернандес — 1: 18:37 Испания                                                 | Владимир Андреев — 1: 19:56 Россия                                                    | Хуан Мануэль Молина — 1: 20:36 Испания                                              |
| Ходьба на 50 км        | Роберт Корженёвский — 3: 36:39 WR Польша                                                      | Алексей Воеводин — 3: 40:16 Россия                                                    | Хесус Гарсия — 3: 44:33 Испания                                                     |
| Эстафета 4×100 м       | Украина · Константин Васюков · Константин Рурак · Анатолий Довгаль · Александр Кайдаш — 38.53 | Польша · Рышард Пилярчик · Лукаш Хыла · Марцин Новак · Марцин Урбась — 38.71          | Германия · Ронни Оствальд · Марк Блуме · Александр Косенков · Кристиан Шахт — 38.88 |
| Эстафета 4×400 м       | Великобритания · Джаред Дикон · Мэттью Элиас · Джейми Болч · Дэниел Кейнс — 3:01.25           | Россия · Руслан Мащенко · Юрий Борзаковский · Андрей Семёнов · Олег Мишуков — 3:01.34 | Франция · Лесли Джон · Ахмед Духу · Ибрагим Уэйд · Наман Кейта — 3:02.76            |
| Прыжок в высоту        | Ярослав Рыбаков — 2.31 Россия                                                                 | Стефан Хольм — 2.29 Швеция                                                            | Стаффан Странд — 2.27 Швеция                                                        |
| Прыжок в длину         | Алексей Лукашевич — 8.08 Украина                                                              | Синиша Эрготич — 8.00 Хорватия                                                        | Яго Ламела — 7.99 Испания                                                           |
| Прыжок с шестом        | Александр Авербух — 5.85 Израиль                                                              | Ларс Бёргелинг — 5.80 Германия                                                        | Тим Лобингер — 5.80 Германия                                                        |
| Тройной прыжок         | Кристиан Ульссон — 17.53 Швеция                                                               | Чарльз Фридек — 17.33 Германия                                                        | Джонатан Эдвардс — 2.27 Великобритания                                              |
| Толкание ядра          | Юрий Белоног — 21.37 Украина                                                                  | Иоахим Ольсен — 21.16 Дания                                                           | Ральф Бартельс — 20.58 Германия                                                     |
| Метание диска          | Роберт Фазекаш — 68.83 Венгрия                                                                | Виргилиюс Алекна — 66.62 Литва                                                        | Михаэль Мёлленбек — 66.37 Германия                                                  |
| Метание копья          | Стив Бакли — 88.54 Великобритания                                                             | Сергей Макаров — 88.05 Россия                                                         | Борис Генри — 85.33 Германия                                                        |
| Метание молота         | Адриан Аннуш — 81.17 Венгрия                                                                  | Владислав Пискунов — 80.39 Украина                                                    | Александрос Пападимитриу — 80.21 Греция                                             |
| Десятиборье            | Роман Шебрле — 8800 Чехия                                                                     | Эрки Ноол — 8438 Эстония                                                              | Лев Лободин — 8390 Россия                                                           |

#### Женщины
| Дисциплина        | Золото                                                                                | Серебро                                                                                    | Бронза                                                                                     |
| 100 м             | Екатерина Тану — 11.10 Греция                                                         | Ким Геварт — 11.22 Бельгия                                                                 | Мануэла Леворато — 11.23 Италия                                                            |
| 200 м             | Мюрель Юрти — 22.43 Греция                                                            | Ким Геварт — 22.53 Бельгия                                                                 | Мануэла Леворато — 22.75 Италия                                                            |
| 400 м             | Олеся Зыкина — 50.45 Россия                                                           | Грит Бройер — 50.70 Германия                                                               | Ли Макконнелл — 51.02 Великобритания                                                       |
| 800 м             | Иоланда Чеплак — 1:57.65 Словения                                                     | Майте Мартинес — 1:58.86 Испания                                                           | Келли Холмс — 1:59.83 Великобритания                                                       |
| 1500 м            | Сюрейя Айхан — 3:58.79 Турция                                                         | Габриэла Сабо — 3:58.81 Румыния                                                            | Татьяна Томашова — 4:01.28 Россия                                                          |
| 5000 м            | Марта Домингес — 15:14.76 Испания                                                     | Соня О’Салливан — 15:14.85 Ирландия                                                        | Елена Задорожная — 15:15.22 Россия                                                         |
| 10000 м           | Пола Рэдклифф — 30:01.09 Великобритания                                               | Соня О’Салливан — 30:47.59 Ирландия                                                        | Людмила Бикташева — 31:04.00 Россия                                                        |
| Марафон           | Мария Гуида — 2: 26:05 Италия                                                         | Луминита Зайтук — 2: 26:58 Германия                                                        | Соня Оберем — 2: 28:45 Германия                                                            |
| 100 м с барьерами | Глори Алози — 12.73 Испания                                                           | Елена Красовская — 12.88 Украина                                                           | Яна Касова — 12.91 Болгария                                                                |
| 400 м с барьерами | Ионела Тырля — 54.95 Румыния                                                          | Хайке Майснер — 55.89 Германия                                                             | Анна Олихверчук — 56.18 Польша                                                             |
| Ходьба на 20 км   | Олимпиада Иванова — 1: 6:42 Россия                                                    | Елена Николаева — 1:28:20 Россия                                                           | Эрика Альфриди — 1:28:33 Италия                                                            |
| Эстафета 4×100 м  | Франция · Мюрель Юрти · Дельфин Комбе · Сильвиан Феликс · О́диа Сидибе — 42.46         | Германия · Мелани Пашке · Габи Рокмайер · Зина Шильке · Марион Вагнер — 42.54              | Россия · Юлия Табакова · Ирина Хабарова · Лариса Круглова · Наталья Игнатова — 43.11       |
| Эстафета 4×400 м  | Германия · Флоренс Экпо-Умо · Грит Бройер · Биргит Рокмайер · Клаудиа Маркс — 3:25.10 | Россия · Олеся Зыкина · Анастасия Капачинская · Наталья Назарова · Наталья Антюх — 3:25.59 | Польша · Гражина Прокопек · Анна Олихверчук · Жужанна Радецкая · Малгожата Пскит — 3:26.15 |
| Прыжок в высоту   | Кайса Бергквист — 1.98 Швеция                                                         | Марина Купцова — 1.92 Россия                                                               | Ольга Калитурина — 1.89 Россия                                                             |
| Прыжок с шестом   | Светлана Феофанова — 4.60 Россия                                                      | Елена Исинбаева — 4.55 Россия                                                              | Ивонна Бушбаум — 4.50 Германия                                                             |
| Прыжок в длину    | Татьяна Котова — 6.85 Россия                                                          | Джейд Джонсон — 6.73 Великобритания                                                        | Тюнде Васи — 1.89 Венгрия                                                                  |
| Тройной прыжок    | Аша Хансен — 15.00 Великобритания                                                     | Хели Койвула — 14.83 Финляндия                                                             | Елена Олейникова — 14.54 Россия                                                            |
| Толкание ядра     | Ирина Коржаненко — 20.64 Россия                                                       | Вита Павлыш — 20.02 Украина                                                                | Светлана Кривелёва — 19.56 Россия                                                          |
| Метание диска     | Екатерини Вогголи — 64.31 Греция                                                      | Наталья Садова — 64.12 Россия                                                              | Анастасия Келесиду — 63.92 Греция                                                          |
| Метание молота    | Ольга Кузенкова — 72.94 Россия                                                        | Камила Сколимовская — 72.46 Польша                                                         | Мануэла Монтебрюн — 72.04 Франция                                                          |
| Метание копья     | Мирела Маньяни — 67.47 Греция                                                         | Штеффи Нериус — 64.09 Германия                                                             | Микаэла Ингберг — 72.04 Финляндия                                                          |
| Семиборье         | Каролина Клюфт — 6542 Швеция                                                          | Сабине Браун — 6434 Германия                                                               | Наталья Сазанович — 6341 Белоруссия                                                        |

## Рекорды
В первый же день чемпионата британская спортсменка Паола Радклифф установила рекорд Европы в беге на 10000 метров.